# Sunrise Over Tiananmen Square
Sunrise Over Tiananmen Square é um filme-documentário estadunidense de 1998 dirigido e escrito por Shui-Bo Wang. Autobiografia da diretora, foi indicado ao Oscar de melhor documentário de curta-metragem na edição de 1999.